# اندیس درب قلعه
درب قلعه یک اندیس فلزی است که در حوالی شهر نمردان استان فارس قرار دارد و مادهٔ معدنی موجود در آن، منگنز است.سنگ میزبان این اندیس رادیولاریت است  